# Estación Bicentenario (Metro de Medellín)
La Estación Bicentenario es la cuarta estación de la Línea T-A del Tranvía de Medellín. Es cercana al Parque Bicentenario, al Museo Casa de la Memoria, Parroquia de Nuestra Señora del Sagrado Corazón y los barrios Boston, Las Palmas y El Salvador. Queda en las inmediaciones de la Placita de Flórez.

## Diagrama de la estación
| SUELO     |                                                               |         |
|           | Plataforma lateral, las puertas se abren a la derecha         |         |
| Occidente | ← hacia Estación Pabellón del Agua EPM (Estación San Antonio) | Oriente |
| Occidente | → hacia Estación Buenos Aires (Estación Oriente)              | Oriente |
|           | Plataforma lateral, las puertas se abren a la derecha         |         |
|           |                                                               |         |

- Datos: Q21565027
- Multimedia: Estación Bicentenario / Q21565027